# 생정보
생정보(Bioinformation)는 생명다양성, 생명자원정보, 및 유전정보를 총칭하는 말이다. 생명정보와 동의어이다. 생정보를 처리 분석하는 학문이 생정보학이다.

## 같이 보기
- 생물다양성